# 松合町
松合町（まつあいまち）は、熊本県の中部宇土郡に位置していた町。
宇土半島の南側に位置し、八代海（不知火海）に面していた。現在の宇城市の不知火町松合、不知火町永尾、不知火町大見にあたる。

## 地理
- 河川：大見川、救之浦川、春の川、西浦川、木浦川
- 海洋：八代海

## 歴史
- 1889年（明治22年）4月1日 - 町村制施行に伴い宇土郡大見村・永尾村・松合村の区域をもって松合村が成立。
- 1916年（大正5年）5月1日 - 町制施行により、松合町となる。
- 1956年（昭和31年）9月30日 - 不知火村と新設合併し、不知火町が発足。同日松合町廃止。

## 学校
- 松合町立松合小学校
- 松合町立松合中学校